# Yacimiento íbero de Les Maleses

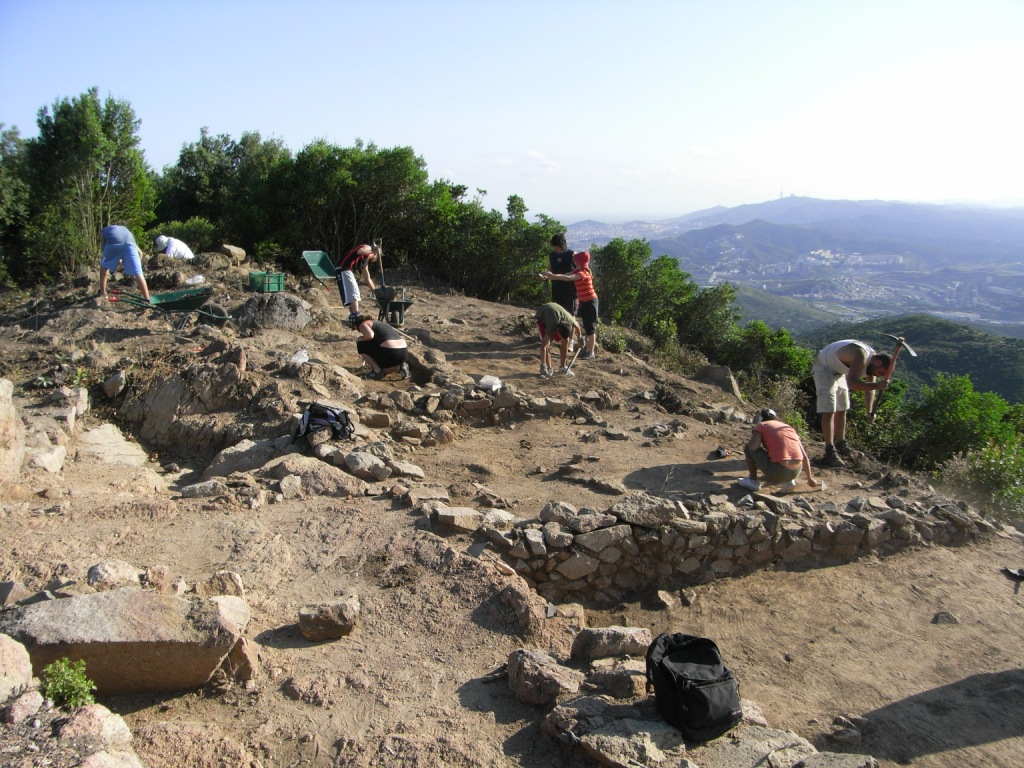
Yacimiento ibérico de Les Maleses

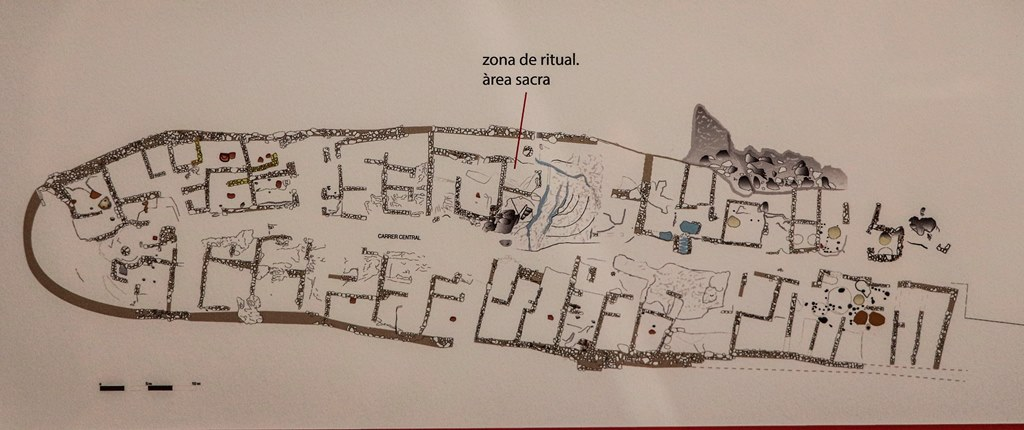
Plan del yacimiento íbero de Les Maleses

El poblado íbero de Les Maleses se encuentra en la cima de la colina que lleva el mismo nombre. Esta cima, a la vez, sirve de límite municipal entre los términos de Moncada y Reixach y San Fausto de Campcentellas. Se trata de una elevación de 462 m de la sierra de Marina, desde donde se puede dominar visualmente el Vallés, parte del Barcelonés y parte del Maresme. Asimismo tiene buena visibilidad sobre los macizos del Montseny, Montserrat y Prepirineo.
Los hallazgos de las excavaciones del asentamiento, que es del siglo III a. C., se encuentran expuestos en el Museo Municipal de Montcada.

## Historia de las intervenciones arqueológicas
- El yacimiento ibérico de Les Maleses ha sido objeto de diversas intervenciones desde el año 1928, momento en el que la sección de Arqueología e Historia de la Agrupación Excursionista de Badalona realizó una primera intervención.
- Posteriormente las tareas de excavación fueron continuadas por la Unió Excursionista de Cataluña de Gracia.
- En los años 1943-1948 y 1955-1956 intervienen en el yacimiento JMCuyás y posteriormente Font i Cussó, J. Fàbregas Bagué, la agrupación de AGES de Santa Coloma de Gramanet y el Centro Excursionista de Montcada Bifurcación.
- En 1982 se publican dos artículos referentes al yacimiento de Les Maleses: El primero de ellos está firmado por Antonio Velasco y comenta la excavación de tres habitaciones. El segundo está firmado por Mercedes Durán y se corresponde con la memoria científica de la campaña realizada el año 1980. La excavación se planteó en la zona sureste del yacimiento y permitió documentar cinco habitaciones, un bancal y posiblemente un silo.
- 1982-1985, se reanudan las campañas de excavación en el yacimiento, esta vez bajo la dirección de Mercedes Durán y Elisabeth Huntingford.
- En noviembre y diciembre de 1998, se realizaron tareas de consolidación de todas las estructuras excavadas a lo largo de los años.
- A partir del año 2000, Mercedes Durán y Gemma Hidalgo asumen la gestión, coordinación y dirección de un programa de investigación en Les Maleses, que ha venido desarrollando hasta la actualidad un total de nueve campañas de excavación.[2]